# Kräuter Kühne
Kräuter Kühne war eine Kette von Kräuterläden in Deutschland. Die vorrangig Berliner Filialen gehörten zu der Arzneimittelfabrik Bio-Diät-Berlin, welche auch für die Markteinführung verschiedener natürlicher Heilmittel bekannt ist.

## Geschichte

### Gründung
Am 31. Januar 1949 gründeten Hedwig Kühne und ihr Sohn Hans-Joachim Kühne die Chemischen Fabrik Kühne GmbH in Stuttgart. Aufgrund der schweren Nachkriegsjahre wurden anfangs dringend benötigter Bedarfsartikel wie Seifen und Rasierschaum produziert. Jedoch enthielt die Herstellung auch schon die Eka-Einmache-Tropfen, ein Präparat zum Einkochen von Obst, sowie verschiedene Sorten Kräuter-Bonbons, die Teil des späteren Sortiments der Kräuterladen waren.

### Berliner Arzneimittelfabrik
Nach dem Tod der Mutter zog Hans-Joachim Kühne 1951–1952 mit dem Unternehmen nach Berlin um. Später wurde hier die Fabrik in Bio-Diät-Berlin umbenannt. 1967 erhielt das Unternehmen die erste offizielle Herstellungsgenehmigung als pharmazeutischer Betrieb. 1982 erfolgte ein erneuter Umzug der Arzneimittelfabrik, dieses Mal nur innerhalb von Berlin in das firmeneigene Gebäude im Selerweg 43/45 in Berlin-Steglitz.

### Ausrichtung auf Naturheilmittel

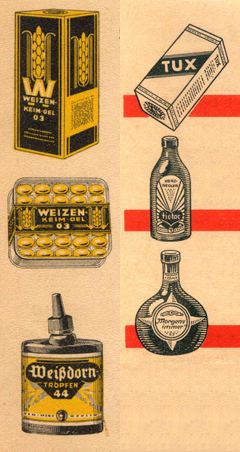
Historische Produkte

In den 1950er Jahren widmete sich der Firmengründer der Neuausrichtung des Produktsortiments hin zu Heilkräutern und pflanzlichen Arzneimitteln. Das Ziel war es, ein Vollsortiment aus freiverkäufliche Arznei- und Gesundheitsmitteln zur Selbstmedikation und Gesundheitsvorsorge auf natürlicher Basis zu schaffen. Damit war Kühne einer der ersten Unternehmer der Nachkriegszeit, der sich auf dieses Segment spezialisierte. Dies sollte jedoch kein Ersatz für die Schulmedizin sein, sondern eine ergänzende Maßnahme für das Wohlbefinden und die Gesundheit der Menschen.
So begann die Herstellung von Weizenkeimöl-Produkten, Tonika, medizinischer Weine wie Pepsinwein und Franzbranntweinen, sowie Tinkturen, die Kräuter-Tropfen genannt wurden.
1955 erfolgte die Markteinführung von China-Oel, einem Arzneimittel aus Pfefferminzöl zum Einnehmen, Inhalieren und Einreiben. Dieser Artikel wurde für den Einsatz gegen Erkältungen, Verdauungsstörungen und Kopfschmerzen zu einem der meistverkauften Hausmittel in Deutschland und trug maßgeblich zur Bekanntheit des Unternehmens bei. Für die Herstellung der jährlich mehr als 1 Million Flaschen China-Oel kaufte Kühne bis zu 10 % der gesamten chinesischen Pfefferminz-Ernte im Jahr auf. Dadurch erhielt der Firmeninhaber im Jahr 1972 eine persönliche Einladung des chinesischen Botschafters. Obwohl in China während des Kalten Krieges Besucher aus dem verfeindeten Westen nur ungern gesehen waren, konnten Kühne und seine Frau 1973 China bereisen. Von dort brachte er die Idee für das China-Balsam, einen Schmerz- und Erkältungsbalsam mit, das 1974 auf dem Markt eingeführt wurde.
Von 1988 bis 2008 wurde das Unternehmen mit China-Oel und China-Balsam offizieller Ausrüster der deutschen Olympiamannschaften. Für die Olympischen Spiele 1988 in Seoul und Calgary 1988 empfahl Joseph Keul, Sportmediziner und Teamarzt der bundesdeutschen Olympioniken, China-Oel bei extremer Belastung der Atemwege, insbesondere für intensiv trainierende Athleten beim Rudern, Laufen oder Radfahren. Ebenfalls habe es sich zum Einreiben bei Muskelkrämpfen großer Beliebtheit erfreut. Der Bundesverband Deutscher Apotheker (BVDA) wählte China-Oel zum Medikament des Jahres in der Produktgruppe Hausmittel für die Jahre 2002 bis 2006 und 2008 bis 2015.

### Kräuter Kühne Filialen

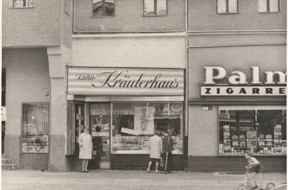
Altes Bild einer Kräuter Kühne Filiale

Am 2. Februar 1957 eröffnete Kühne in der Berliner Rheinstraße das erste eigene Kräuterhaus im Stil eines Krämerladens mit fachkundiger Beratung. Die Filialen mit dem Namen Kräuter Kühne wurden fester Bestandteil des Stadtbildes der Berliner Kieze. Auch bundesweit wurde Kräuter Kühne Läden errichtet, sodass in den frühen 2000er Jahren das Unternehmen 18 Kräutergeschäfte in Berlin, zwei in München, sowie jeweils eine in Hannover, Hamburg, Dortmund, Wuppertal und Osnabrück unterhielt. Auch in Bielefeld gab es in den 1990ern zwischenzeitlich ein Geschäft. Diese Filialen dienten zum besseren Vertrieb der eigenen Produkte und insbesondere zum Verkauf von Heilkräutern.
Hans-Joachim Kühne schrieb auch ein Kräuterbuch mit dem Titel Kühnes Kräuter ABC – Eine Auswahl der bewährtesten und wirkungsvollsten Heilkräuter, Gewürze und Kräuterpräparate und ihre Anwendung.

### Niedergang
Am 18. Mai 2009 starb Hans-Joachim Kühne, wodurch die Geschäftsführung seine Ehefrau Jeanette Kühne und sein Sohn Hubertus Kühne übernahmen. Am 1. Oktober 2017 wurde der Verkauf der Bio-Diät-Berlin und der Kräuter Kühne Filialen für 15,3 Mio. € an den bayrischen Pharmakonzern Dermapharm abgeschlossen. Trotz steigender Umsatzzahlen gab Dermapharm im Juli 2019 bekannt, die Produktion am Standort Berlin nicht weiterzuführen und bundesweit alle verbliebenen Kräuter Kühne Geschäfte zum 30. September zu schließen. Die rund 50 Mitarbeiter wurden gekündigt. Auch die Bemühungen des Einkaufszentruminhabers Harald Huth, dem Konzern entgegenzukommen, um die beliebten Läden am Platz zu halten, blieben erfolglos. Dermapharm begründe diesen Schritt damit, dass sich das Kräuter Kühne Sortiment nicht langfristig profitabel fortführen ließe.

### Nachklang
Die ehemalige Filiale in Berlin-Pankow wurde kurzzeitig noch einmal als Kräutergeschäft unter anderem Namen von einer Privatperson geführt, musste dann aber auch schließen.

## Sortiment

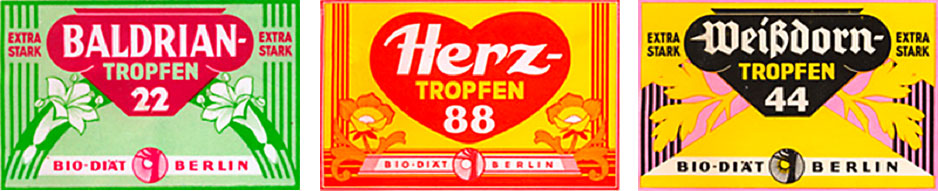
Kräuter-Tropfen

Wesentlicher Bestandteil des Kräuter Kühne Sortiments waren über 150 einzelne Heilkräuter in geprüfter Arzneimittelqualität des Arzneibuches, dazu mehr als 80 Gewürze, Kräuter-Bonbons und Arzneitee-Mischungen wie Beruhigungstee, Erkältungstee, Husten- und Bronchialtee, Magen- und Darmtee, Gallentee, sowie Blasen- und Nierentee. Das Heilkräuterlager des Unternehmens hatte regelmäßig über 100.000 kg Ware vorrätig.
Auch die rund 40 Arzneimittel, die in der Bio-Diät-Berlin hergestellt wurden, waren Teil des Angebotes in den Kräuter Kühne Läden. Dies umfasste die sogenannten Kräuter-Tropfen, ein alkoholischer Extrakt aus Heilpflanzen wie Arnika, Baldrian, Mistel, Salbei, Weißdorn oder Zinnkraut, weiterhin Flohsamen, Spitzwegerich-Sirup, sowie Pulver, Kapseln und Tonikum aus Ginseng, Eleutherococcus und Teufelskralle. Zu der Serie des China-Oels und China-Balsams gehörten noch Chiana-Kapseln, magensaftresistente Kapseln gegen Reizdarm und China-Oel-Hals- und Rachen-Bonbons.
Kosmetik, Nahrungsergänzungsmittel und Lebensmittel kamen ebenfalls aus eigener Herstellung. Das Sortiment der Naturkosmetik reichte von einer Pflegeserie aus Teebaumöl für problematische Haut, Massageöle und Franzbranntwein-Massage-Gele aus Rosskastanie, Weinlaub und Beinwell, Kräuter-Badezusätze und Kräutershampoos, Spezialpflege für Neurodermitis und Psoriasis aus Johanniskraut bis hin zu Dusch- und Schaumbädern und Pflegeprodukten für verschiedene Hauttypen.
Das Angebot der Nahrungsergänzungsmittel beinhaltete Kapseln mit Apfelessig, Artischocken, Nachtkerzenöl, Schwarzkümmelöl und Weizenkeimöl sowie Arganöl, Lutschtabletten mit Vitamin C und Zink, Pulver aus Hagebutten, Weizen- und Gerstengras sowie Blütenpollen. Dazu kamen die Eka-Einmachtropfen und Kräuterbitter.

## Ehemaliges Filialnetz
Zeitweise unterhielt Kräuter Kühne bundesweit über 25 Filialen. Zum Zeitpunkt der Schließung verblieben noch 15 Fachgeschäfte: 13 in Berlin und jeweils eine in München und Hannover.
| Stadt     | Bezirk          | Straße                                            | Bestand         |
| --------- | --------------- | ------------------------------------------------- | --------------- |
| Berlin    | Charlottenburg  | Joachim-Friedrich-Str. 31                         | bis 2015        |
| Berlin    | Charlottenburg  | Reichsstr. 1                                      | bis 2015        |
| Berlin    | Charlottenburg  | Willmersdorfer Straße 21                          | bis 2019        |
| Berlin    | Friedenau       | Rheinstraße 27                                    | 1957 bis 2019   |
| Berlin    | Friedrichshain  | Frankfurter Allee 43                              | bis 2019        |
| Berlin    | Kreuzberg       | Kottbusser Damm 33                                | bis 2019        |
| Berlin    | Kreuzberg       | Marheineke-Halle, Stand 194–197                   | bis 2005        |
| Berlin    | Lichterfelde    | Kranoldplatz 4                                    | bis 2019        |
| Berlin    | Mariendorf      | Mariendorfer Damm 74                              | bis 2016        |
| Berlin    | Moabit          | Turmstraße 36                                     | 1974 bis 2011   |
| Berlin    | Neukölln        | Karl-Marx-Straße 160                              | bis 2019        |
| Berlin    | Pankow          | Breite Straße 13B                                 | bis 2019        |
| Berlin    | Prenzlauer Berg | Prenzlauer Allee 176                              | bis 2009        |
| Berlin    | Schöneberg      | Hauptstraße 20                                    | bis 2006        |
| Berlin    | Spandau         | Pichelsdorfer Straße 104                          | bis 2019        |
| Berlin    | Steglitz        | Albrechtstraße 123                                | bis 2019        |
| Berlin    | Tegel           | Grußdorfstraße 15                                 | bis 2019        |
| Berlin    | Tempelhof       | Tempelhofer Damm 177                              | bis 2019        |
| Berlin    | Wedding         | Müllerstraße 138A                                 | bis 2019        |
| München   | Altstadt-Lehel  | Petersplatz 8                                     | bis 2019        |
| München   | Au-Haidhausen   | Weißenburger Straße 23                            | bis 2016        |
| Hannover  | Vahrenwald-List | Lister Meile 64 (ab 2009, davor: Lister Meile 80) | 1970er bis 2019 |
| Hamburg   | Altona          | Große Bergstr. 213–217                            | bis 2009        |
| Dortmund  | Innenstadt-Ost  | Saarlandstraße 60                                 | bis 2009        |
| Wuppertal | Elberfeld-Mitte | Morianstraße 16                                   | bis 2005        |
| Osnabrück | Innenstadt      | Johannisstraße 45                                 | bis 2006        |